# The Tell-Tale Heart (Oper)
The Tell-Tale Heart (dt.: Das verräterische Herz) ist eine Oper in einem Akt von Bruno Coli. Sie ist eine wörtliche Vertonung der Kurzgeschichte Das verräterische Herz von Edgar Allan Poe in der englischen Originalsprache und wurde erstmals am 11. November 2004 in Rovigo aufgeführt.

## Handlung
Da es sich um eine wortgetreue Vertonung handelt, ist die Handlung identisch mit der der Kurzgeschichte Poes. Die Geschichte wird in der ersten Person erzählt. Ein junger Mann wird von dem missgestalteten Auge seines alten Wohngenossen so verwirrt, dass er beschließt, ihn zu ermorden. Er spioniert ihn mehrere Nächte lang aus, tötet ihn schließlich, zerstückelt die Leiche und versteckt sie sorgfältig unter den Dielen seines Fußbodens. Anschließend lässt er sorglos die Polizisten in seine Wohnung, die alles durchsuchen, ohne Verdacht zu schöpfen. Doch dann hört er das immer lauter schlagende Herz seines Opfers. Er gerät in Panik und offenbart seine Tat.

## Gestaltung
Die Musik besteht aus einem einzigen Akt mit 26 Einzelnummern, einer Ouvertüre und einem Zwischenspiel.:37
Die Musik ist eklektisch und nutzt die unterschiedlichsten Musikstile, darunter Walzer, Foxtrott, Pop-Rock, Harfen-Arpeggien, Flöten-Ostinati und Vaudeville-Melodien. Es gibt Anklänge an Giuseppe Verdi, Kurt Weill oder die Tin Pan Alley.:38

## Werkgeschichte
Die Oper wurde erstmals am 11., 12. und 14. November 2004 am Teatro Sociale in Rovigo aufgeführt. Die Solopartie sang der Bariton Marcello Lippi. Flavio Emilio Scogna leitete die Filarmonia Veneta Gian Francesco Malipiero. Die Regie hatte Nicholas Brandon, das Bühnenbild stammte von Paola Ratto und die Kostüme von Bruno Cereseto.
Konzertant wurde sie in einer Fassung für Klavier und Stimme bei zwei internationalen Konventen über Edgar Allan Poe an der Universität Nizza (Januar 2009) und der belgischen Università de Mons aufgeführt.
Eine weitere Produktion in einer Neufassung für Kammerorchester gab es im Februar 2016 zusammen mit Colis anderem Poe-Einakter The Angel of the Odd am Teatro Verdi in Pisa. Diese wurde auch im Juni 2016 beim ungarischen Armel Opera Festival im Thalia Theater Budapest gespielt. Auch hier sang Marcello Lippi die Solorolle. Es spielte ein Ensemble des Orchestra Arché unter der Leitung des Komponisten. Lorenzo Maria Mucci zeichnete für die Inszenierung und das Bühnenbild verantwortlich. Die Kostüme stammten von Massimo Poli. Die Aufführung wurde als Video-Stream auf Arte Concert gezeigt.